# خوزه لوئیس ویولتا
خوزه لوئیس ویولتا (انگلیسی: José Luis Violeta; ۲۵ فوریهٔ ۱۹۴۱ – ۵ مهٔ ۲۰۲۲) بازیکن فوتبال اهل اسپانیا بود که در پست هافبک رئال ساراگوسا بازی کرد.
وی همچنین در تیم ملی فوتبال اسپانیا بازی کرده‌است.